# 六氟苯

六氟苯，是一种有机芳香化合物，分子式C
6F
6，为苯的六个氢原子均被氟取代的衍生物。有机化学中常用于光化学反应的溶剂，除此之外，还有以下用途：
- F-19 NMR标定化学位移的基准物质。
- C-13 NMR中的溶剂与基准物质。
- 1H NMR中的溶剂。
- 使用红外光谱做某些研究时所用溶剂。
- 紫外光谱使用溶剂。因六氟苯的紫外吸收系数非常低。

## 合成
直接使用苯与单质氟反应无法得到六氟苯。可经碱金属氟化物与六氯苯反应可制得。
C6Cl6 + 6 KF → C6F6 + 6 KCl